# بيتر غروبر
بيتر غروبر (بالألمانية: Peter Gruber)‏ (7 سبتمبر 1952 بميونخ في ألمانيا - ) هو لاعب كرة قدم ألماني في مركز الدفاع. لعب مع بايرن ميونخ ودالاس تورنايدو وتامبا باي راوديز وشيكاغو ستينغ.

## وصلات خارجية
- بيتر غروبر على موقع قاعدة بيانات كرة القدم.إي يو (الإنجليزية)
- بيتر غروبر على موقع بيانات كرة القدم. دي إي (الألمانية)
- بيتر غروبر على موقع عالم كرة القدم.نت (الإنجليزية)